# Perkozek grubodzioby
Perkozek grubodzioby, perkoz grubodzioby (Podilymbus podiceps) – gatunek średniej wielkości ptaka wodnego z rodziny perkozów (Podicipedidae). Zamieszkuje Amerykę od środkowej Kanady i USA po południową część Ameryki Południowej. W Europie pojawia się sporadycznie; w Polsce stwierdzony po raz pierwszy w 2000 roku i wpisany na listę polskiej awifauny.

## Podgatunki i zasięg występowania
Wyróżnia się trzy podgatunki, które zamieszkują:
- P. p. podiceps (Linnaeus, 1758) – północna Ameryka Północna od środkowej Kanady po Panamę i Kubę; populacje z północy zasięgu są wędrowne – zimują od południa USA po Amerykę Centralną i Indie Zachodnie
- P. p. antillarum Bangs, 1913 – Wielkie i Małe Antyle
- P. p. antarcticus (R.P. Lesson), 1842 – północna Ameryka Południowa po południową Argentynę

## Morfologia
WyglądUpierzenie godowe brązowe, podbródek i szyja czarna, spód jaśniejszy. Ciemna pręga na dziobie. Upierzenie spoczynkowe jaśniejsze i bardziej rdzawe, podgardle i dziób jasny. Młode z biało-czarnym prążkowaniem i rdzawymi plamami na głowie.
Wymiary średniedługość ciała 30–38 cm
rozpiętość skrzydeł 45–62 cm
masa ciała 253–568 g

## Ekologia i zachowanie

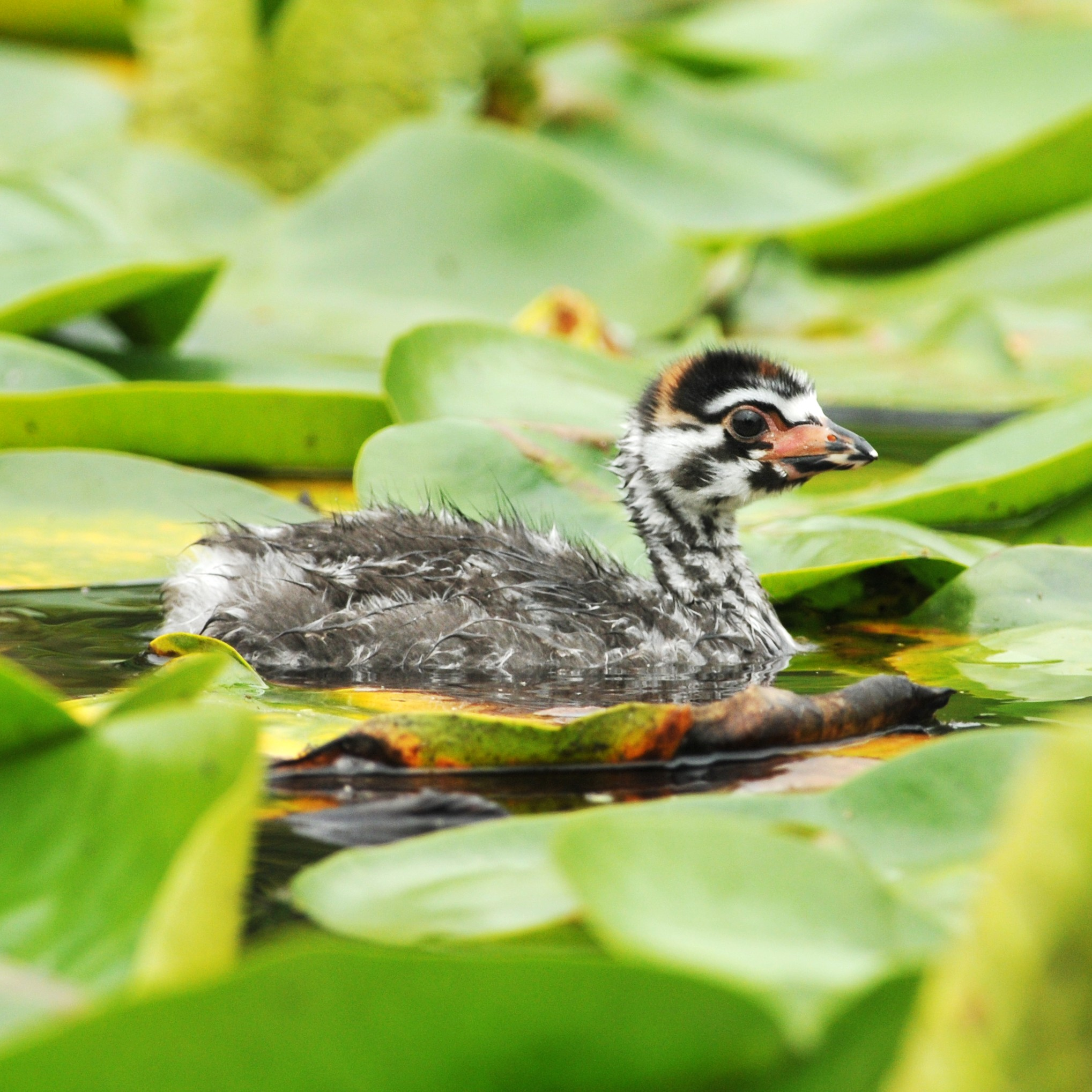
Pisklę

BiotopDrobne zbiorniki słodkowodne, rzeki i bagna. Zimuje na dużych jeziorach, rzekach i wybrzeżach morskich.
GniazdoGniazdo o różnorodnej lokalizacji, od pływającego, zakotwiczonego w przybrzeżnej roślinności, przez stojące w płytkiej wodzie po zlokalizowane na brzegu w gęstych roślinach.
JajaWydłużone, eliptyczne, sinozielone w liczbie 2 do 10 (zazwyczaj 4 do 7).
WysiadywanieJeden do dwóch lęgów, jaja wysiadywane są od zniesienia pierwszego jaja przez okres 23 dni przez obydwoje rodziców, choć przez większość czasu wysiaduje samica.
PożywienieDrobne kręgowce i bezkręgowce wodne.

## Status i ochrona
IUCN klasyfikuje perkozka grubodziobego jako gatunek najmniejszej troski (LC, Least Concern) nieprzerwanie od 1988 roku. W 2019 roku organizacja Partners in Flight szacowała liczebność światowej populacji na ponad 500 tysięcy dorosłych osobników. Globalny trend liczebności populacji uznawany jest za wzrostowy.
W Polsce objęty ochroną gatunkową ścisłą.